# Mekong Airlines

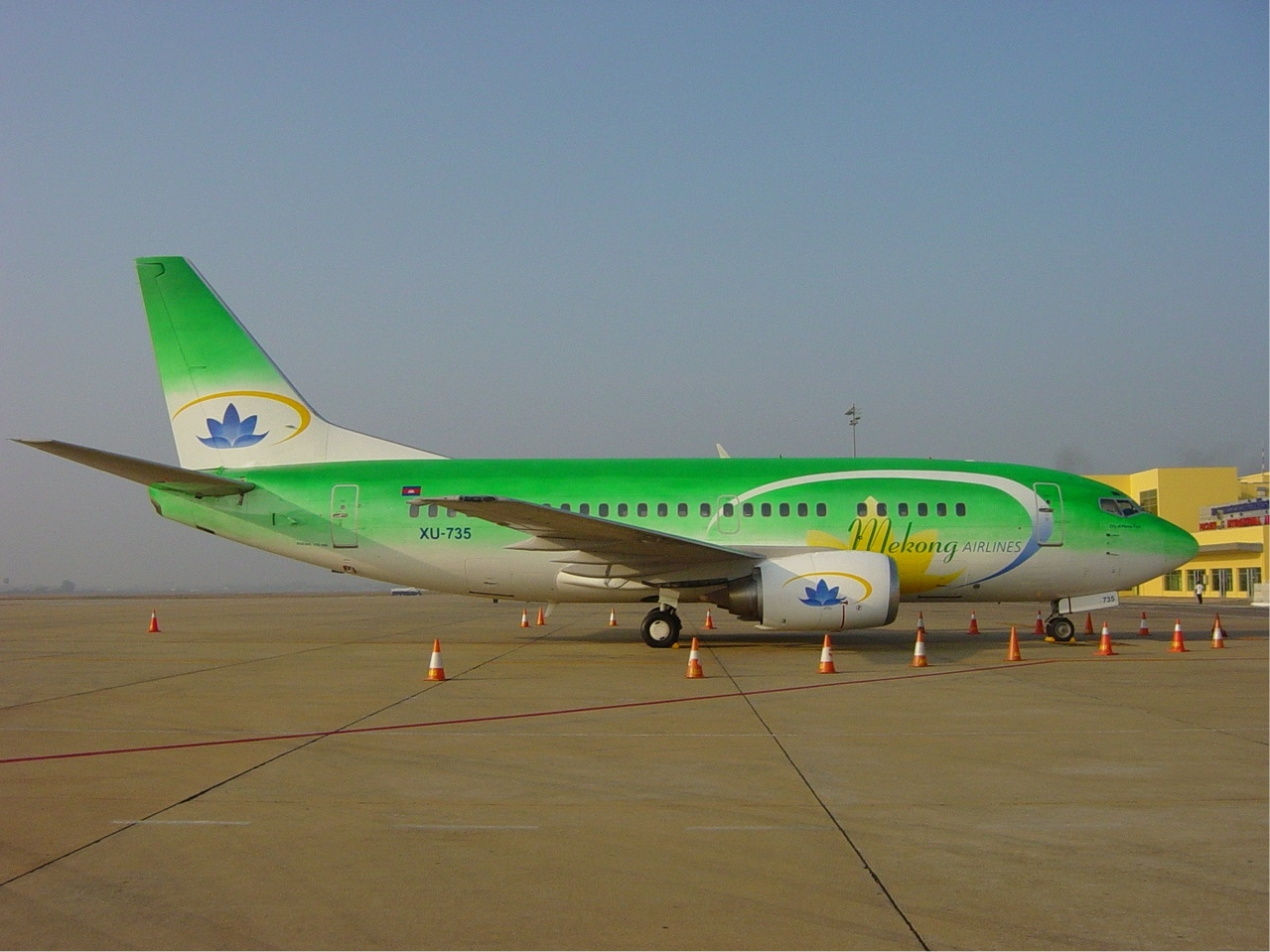
Chiếc Boeing 737-500 duy nhất của Mekong Airlines tại Phnôm Pênh, Campuchia năm 2003

Mekong Airlines là một hãng hàng không có trụ sở tại Campuchia.

## Lịch sử
Được thành lập vào năm 2002, Mekong Airlines khai thác các chuyến bay theo lịch trình đến một số điểm đến ở Đông Nam Á bằng máy bay Boeing 737-500 thuê, được đưa vào sử dụng vào ngày 15 tháng 1 năm 2003 và ngày 16 tháng 10 năm đó đã đánh dấu sự kết thúc hoạt động kinh doanh của hãng hàng không. Hãng hàng không được quản lý chủ yếu bởi người Úc nhờ một thỏa thuận giữa các nhà đầu tư Úc và Campuchia.

## Điểm đến
Mekong Airlines đã phục vụ các điểm đến sau trước khi bị phá sản:
| Quốc gia   | City                  | Airport                          |
| ---------- | --------------------- | -------------------------------- |
| Campuchia  | Phnom Penh            | Sân bay quốc tế Phnôm Pênh[Base] |
| Trung Quốc | Hồng Kông             | Sân bay quốc tế Hồng Kông        |
| Malaysia   | Kuala Lumpur          | Sân bay quốc tế Kuala Lumpur     |
| Singapore  | Singapore             | Sân bay Changi Singapore         |
| Thái Lan   | Bangkok               | Sân bay quốc tế Don Mueang       |
| Việt Nam   | Thành phố Hồ Chí Minh | Sân bay quốc tế Tân Sơn Nhất     |